# René Kerviler
René Kerviler, de son nom complet René Mathurin Marie Pocard du Cosquer de Kerviler, né le 13 novembre 1842 à Vannes (Morbihan) et mort le 12 mai 1907 à Lorient (Morbihan), est un ingénieur, un archéologue et un bibliographe français, auteur d'un ouvrage monumental, mais resté inachevé, le Répertoire général de bio-bibliographie bretonne.
Polytechnicien et ingénieur des Ponts et Chaussées, il a notamment travaillé à Saint-Nazaire (Loire-Atlantique, alors Loire-Inférieure) au moment du développement de ce port   dans les années 1870 et 1880.

## Origines familiales
La famille Pocard du Cosquer de Kerviler est une famille d'ancienne bourgeoisie originaire de Bretagne, issue de Julien Pocard, né en 1610, qui prit à bail en 1669, le manoir du Cosquer en Locmaria-Grand-Champ (Morbihan), dont sa famille a conservé ultérieurement le nom.
- Jean Pocard (1666-1709) : notaire du comté de Largouët.
- Michel Pocard (1700-1774) : notaire, arpenteur de la maitrise des eaux-et- forêts de Vannes, fils du précédent.
- Joseph Pocard de Kerviler, sieur du Cosquer (né en 1737) : greffier de la Cour et Juridiction du Comté de Largouët en 1763, négociant à Vannes.
- Joseph Marie Vincent Pocard-Kerviler (1804-1879), ancien élève de l'École Polytechnique (Marine) : capitaine de frégate. Inspecteur de la société d'archéologie de la Loire-Inférieure, président de l'Union régionale bretonne. Chevalier de la Légion d'honneur.
- Stanislas Pocard du Cosquer de Kerviler (1851-1880) : médecin de la marine[3]. fils du précédent.
- Joseph Pocard du Cosquer de Kerviler (1880-1945) : professeur à la Faculté catholique d'Angers.

## Biographie

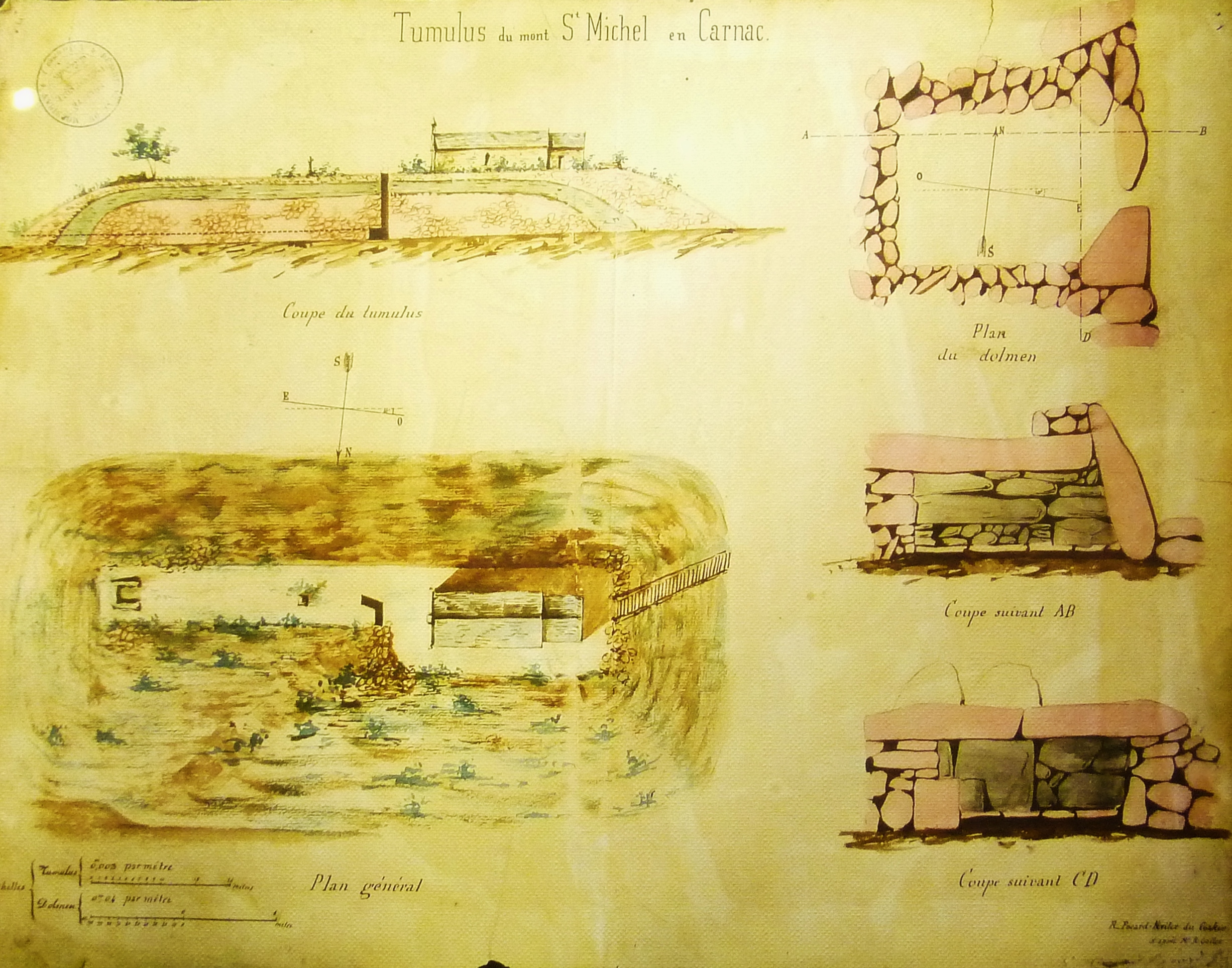
Plan aquarellé du tumulus Saint-Michel (par René Kerviler).

Après de brillantes études au collège Saint-François-Xavier de Vannes, René Pocard du Cosquer de Kerviler entre à l'École polytechnique en 1861, suivant l'exemple de son père, puis à l'École des ponts et chaussées en 1863.
D'abord ingénieur ordinaire, il est chargé de mission en Angleterre, Belgique et Hollande en 1866, puis est nommé à Tarbes (1867), à Saint-Brieuc (1869), à Saint-Nazaire (1874).
En 1882, il devient ingénieur en chef à Saint-Nazaire, ville qui lui doit beaucoup de son développement : construction du bassin de Penhoët, entrée du port, etc. On lui doit également le premier pont roulant manœuvré hydauliquement (300 tonnes) établi en France, ainsi que le phare des Charpentiers (1887).
Il est nommé[Quand ?] inspecteur général des Ponts et Chaussées.
Retraité en 1903 à Lorient, il se consacre à des études littéraires, artistiques et à l'histoire de la Bretagne. Membre actif de nombreuses sociétés savantes, il apporte notamment sa contribution à l'œuvre entreprise par la Société des Bibliophiles bretons. Outre les nombreuses publications faites sous son nom, il écrit en utilisant plusieurs pseudonymes, comme L. de Kerpénic, Lawore de Kerpénic, Locpéran de Keriver, N. Leverrierec, Perrin de Kerlovarec, Phillippe Muller.

## Ouvrages
- La Bretagne à l'Académie française - Étude sur les académiciens bretons ou d'origine bretonne, t. 1 (Nantes, V. Forest et Grimaud 1877)
- La Bretagne à l'Académie française au XVIIe siècle - Étude sur les académiciens bretons ou d'origine bretonne Deuxième édition, augmentée de nouveaux documents inédits, (Paris, Société générale de librairie catholique, Palmé, 1879). édition totalement différente de la première.
- Valentin Conrart, sa vie et sa correspondance, Paris, Didier, 1881, (en collaboration avec Édouard de Barthélemy), prix Halphen de l’Académie française
- La Bretagne à l'Académie française - Étude sur les académiciens bretons ou d'origine bretonne. Deuxième série : Le XVIIIe siècle, (Nantes, V. Forest et Grimaud 1886)
- Cent ans de représentation bretonne. Galerie de tous les députés envoyés par la Bretagne aux diverses législatures qui se sont succédé depuis 1789. Première série : Les États-Généraux et l'Assemblée Constituante (1789-1791), (Paris, Émile Perrin, 1890)
- Cent ans de représentation bretonne… 2e série (1791-1792), (Paris, Émile Perrin, 1892)
- Le procès de 132 Nantais, avec une relation inédite de leur voyage à Paris par le comte de La Guère, et des notices biographiques, une préface et des notes, (Vannes, Lafolye, 1894)
- Armorique et Bretagne ; recueil d'études sur l'histoire, l'archéologie et la biographie bretonnes publiées de 1863 à 1892,revues et complètement transformées, (Paris, H. Champion, 1893), 3 vol.
- Documents pour servir à l'histoire de Saint-Nazaire, (Saint-Nazaire, F. Girard, 1876-1884)
- Essai d'une bibliographie des publications périodiques de la Bretagne, (Rennes, 1898), 3 fasc.
- La Bretagne pendant la Révolution (Rennes, Simon, 1912), posthume.
- Répertoire général de bio-bibliographie bretonne [de A : A à Guépin], (Rennes, J. Plihon) (continué par l'abbé Louis Chauffier), a été publié à Rennes de 1886 à 1908. Cet ouvrage présente une biographie des Bretons illustres, certaines notices étant accompagnées d'une bibliographie abondante. Cependant, René Kerviler n'a pu faire paraître que les biographies des personnages de A à G. Joseph Floch publia, en 1985, 11 volumes in-8. Les lettres H à Z (volumes 9 à 11) ont été retravaillées à partir des manuscrits de René Kerviler déposés aux archives de la Loire-Atlantique.
- Recherches et notices sur les députés de la Bretagne aux États généraux et à l'Assemblée Nationale Constituante de 1789[5], Vincent Forest et Émile Grimaud, Nantes, 1885.

### Sources et bibliographie
- Geneanet.
- Pocard du Cosquer de Kerviler, Histoire de la famille, Robert Busquet de Caumont, Éditions Publibook, Paris, 2008
- Emmanuel Salmon-Legagneur (dir.) et al. (préf. Yvon Bourges, ancien ministre, président du conseil régional de Bretagne), Les noms qui ont fait l'histoire de Bretagne : 1 000 noms pour les rues de Bretagne, Spézet, Coop Breizh et Institut culturel de Bretagne, 1997, 446 p. (ISBN 978-2-84346-032-6)